# AG电子竞技俱乐部
AG电子竞技俱乐部（英語：All Gamers，简称AG），成立时间于2009年。目前AG拥有穿越火线双端分部、王者荣耀分部、QQ飞车手遊分部、和平精英分部及逆战分部。其中穿越火线端游部分成绩最为亮眼，获得7次穿越火线职业联赛（CFPL）总冠军及5次亚军，并曾获得CFS（CrossFire Stars）1次总冠军，世界电子竞技大赛（WCG）1次总冠军，QQ飞车分部获2020年QQ飞车手遊S聯賽春季賽亞軍、秋季賽季軍。王者荣耀分部也同样出色，获3次王者荣耀职业联赛冠军，3次杯赛冠军，7次亚军。

## 历史

### 成立
AG最早成立时间可追溯至1999年，由亚联副总胡海滨与Jeeps、寒羽良、易冉，马天元组建了中国第一支电子竞技战队AG。

### 职业化
于2009年AG俱乐部进行大规模的改组，俱乐部创始人之一姜亚斐组建穿越火线分部。2010年俱乐部创始人姜亚斐、马天元等商议后决定整合俱乐部，以All Gamers名称参加其他游戏项目，并组建多个游戏项目，比如星际争霸、魔兽争霸、穿越火线、英雄联盟、反恐精英等。

### 穿越火线三连冠
2014年随着AG重点发展项目都取得不错的成绩，穿越火线与逆战都取得联赛冠军，于2014年年底姜亚斐出任俱乐部经理一职。2014年至2015年AG在穿越火线端游项目完成3连冠，成为穿越火线职业联赛（CFPL）夺冠最多的战队，并且夺得2014年世界电子竞技大赛穿越火线项目冠军。

### 成立移动电竞分部
2016年姜亚斐和陈琛（合伙人）一起组建王者荣耀分部及穿越火线手游分部，王者荣耀项目并与王者荣耀知名主播贾鸿遥（ID：零度）所组建的超玩会、龙珠合并，取名为AG超玩会，参加了第一届王者荣耀职业联赛（KPL），2016年KPL秋季赛AG超玩会获得亚军。

### 移动电竞知名度提升
2017年移动电竞的崛起让AG王者荣耀分部取得大批粉丝支持，而穿越火线手游项目也取得众多冠军。隔年2018年AG成立QQ飞车分部，并成功获得QQ飞车S联赛参赛资格。

### KPL联赛降级
2018年AG俱乐部所组的AG超玩会在KPL联赛惨遭15连败，以1胜16负战绩需打保级以保住KPL联赛席位，但保级AG超玩会以0比4不敌WeFun，将要打来临的预选赛。预选赛AG超玩会以0胜9负垫底成绩无缘征战来届KPL联赛，这是AG建队以来首次遇到的最大挫折。

### 获得KPL及CFPL固定席位
2019年乐可登加入AG超玩会，出任董事长一职。同年，AG重返KPL赛场，并获得王者荣耀KPL与穿越火线CFPL固定席位，在2019年KPL秋季赛中夺得总冠军。截至2021年12月AG全网自媒体矩阵用户关注数量达2.47亿，其中微博粉丝数超1900万，抖音粉丝数超5400万， 快手粉丝数超4000万，B站粉丝数超370万。已成为中国乃至世界粉丝体量最大的电竞职业俱乐部。

### 和平精英分部成立
2019年AG组建和平精英分部，并获得和平精英职业联赛（PEL）参赛资格，2020年PEL联赛S1赛季AG获得总冠军。

### 完成千万融资
2021年，AG高层架构重组，乐可登出任AG俱乐部董事长，姜亚斐任集团CEO。同月，AG获得三七互娱的数千万级战略投资，获得西藏信泰文化传媒有限公司A+级融资，业内估值超过10亿。

## 英雄联盟
2021年12月2日，AG官宣加入英雄联盟职业联赛，收购RW电子竞技俱乐部席位并更名为“AL”（Anyone's Legend）。

## 穿越火线

### 端游分部

#### 现役名单
以下为S18大名单：
| 位置      | 国籍           | 队员ID | 备注 |
| --------- | -------------- | ------ | ---- |
| 主教练    | 中华人民共和国 | DoNo   |      |
| 领队      | 中华人民共和国 | Copy   |      |
| 指挥/断后 | 中华人民共和国 | 宠儿   |      |
| 支援      | 中华人民共和国 | 大狗   |      |
| 突破      | 中华人民共和国 | 欧欧   |      |
| 突破      | 中华人民共和国 | Jwei   |      |
| 狙击      | 中华人民共和国 | Bean   |      |
| 狙击      | 中华人民共和国 | jh     |      |
| 指挥      | 中华人民共和国 | TMQQ   |      |

### 历史

#### S1赛季至S8赛季
2012年AG穿越火线分部成立，并在隔年正式参加CFPL，2013年S1赛季AG获得季军。2013年S2赛季AG成功晋级总决赛，但屈居亚军。在2014年S3、S4和2015年S5赛季AG三次夺冠，完成CFPL首个三连冠队伍。并且在2014年世界电子竞技大赛中的穿越火线项目夺冠。2015年S6赛季AG获得亚军，无缘完成4连冠的壮举。时隔一个赛季即S7赛季AG再次获得CFPL总冠军，成为CFPL首个4冠王。S8赛季AG再次晋级总决赛，但这次AG则无法完成卫冕，仅获得亚军。

#### S9赛季至S16赛季
S9赛季AG度过了差强人意的赛季，这是他们首次无法晋级四强。S10、S11赛季AG连续2个赛季止步四强，S12赛季AG时隔三个赛季再次晋级总决赛，但在总决赛不敌情久，屈居亚军。S13赛季AG重振旗鼓，再次晋级总决赛，并且在时隔五个赛季再次夺冠，成为CFPL首个五冠王。S14赛季AG于在季后赛第二轮不敌BS，提前卫冕失败。S15赛季AG在CFPL改革下成为固定席位俱乐部，该季AG从季后赛第一轮一路过关斩将的晋级总决赛，对手KZ也同样从季后赛第一轮一路晋级至总决赛，最终AG以3比1打败对手，获得S15赛季总冠军，AG夺冠次数已达到6次。S16赛季AG再次晋级总决赛，而这次他们的对手是CFPL4冠王SV（前身VG），AG在总决赛2比3不敌SV，卫冕失败。

#### S17赛季至至今
S17赛季AG季后赛胜者组第轮3比0战胜R.LGD晋级下一轮，胜者组第二轮将面对卫冕冠军EP（前身SV），AG3比2战胜EP再次晋级总决赛，这是AG在CFPL第12次晋级总决赛。总决赛中AG将对阵在胜者组第一轮的R.LGD，总决赛AG再次以3比0战胜R.LGD，完成史无前例的CFPL7冠王成就。

## 王者荣耀

### 历史
2016年AG俱乐部与超玩会、龙珠合并，组成AG超玩会，并参加2016年KPL秋季赛。2018年春季赛AG超玩会因成绩不佳而降级。2019年8月12日AG超玩会宣布收购BA黑凤梨战队KPL席位回归KPL联赛，将时隔534天回归KPL。2019年秋季赛，AG超玩会回归首个赛季就成功夺得队史第一冠。2020年1月AG超玩会宣布落地成都作为主场，并更名为成都AG超玩会，于2021年秋季赛将启用成都高新区欧洲中心线下主场。2023年世冠夺得冠军，队员一诺拿下首个射手位的FMVP。2024年夏季赛轻取KSG拿下冠军。2024年世界冠军杯和挑战者杯战胜狼队夺得冠军，一年三冠。2025年春季赛击败佛山DRG取得冠军，达成KPL第一个四连冠。

### 2025年KPL春季赛大名单

#### 教练组
| ID          | 姓名   | 位置   | 国籍           |
| ----------- | ------ | ------ | -------------- |
| Zwy         | 金昌林 | 主教练 |                |
| Bao         | 常琦   | 副教练 | 中华人民共和国 |
| 李托 (奶茶) | 李托   | 副教练 | 中华人民共和国 |
| MC          | 谢涛   | 助教   | 中华人民共和国 |
| 谭玉林      | 谭玉林 | 经理   | 中华人民共和国 |
| 谢逸超      | 谢逸超 | 经理   | 中华人民共和国 |
| 小原子      | 陈林涵 | 领队   | 中华人民共和国 |

#### 队员名单
| ID   | 姓名   | 位置        | 国籍           |
| ---- | ------ | ----------- | -------------- |
| 轩染 | 刘明   | 对抗路      | 中华人民共和国 |
| 钟意 | 陈家豪 | 打野        | 中华人民共和国 |
| 长生 | 谢承峻 | 中路        | 中华人民共和国 |
| 北诗 | 郑国浩 | 中路 对抗路 | 中华人民共和国 |
| 一诺 | 徐必成 | 发育路      | 中华人民共和国 |
| 小俞 | 周宇   | 发育路      | 中华人民共和国 |
| 大帅 | 孟家俊 | 游走        | 中华人民共和国 |
| Cat  | 陈正正 | 游走        | 中华人民共和国 |

## 和平精英分部
口号：突破界线，勇往直前！
2025年和平精英职业联赛夏季赛大名单：
| 位置   | 国籍 | 选手ID    | 中文名 |
| ------ | ---- | --------- | ------ |
| 上路   | 中国 | AG.NuBi   | 马登月 |
| 指挥位 | 中国 | AG.领域   | 刘金山 |
| 突击位 | 中国 | AG.枪神   | 宁成周 |
| 突击位 | 中国 | AG.676    | 章敏   |
| 突击位 | 中国 | AG.仙崽   | 贺睿博 |
| 突击位 | 中国 | AG.司马光 | 刘云雨 |

## QQ飞车
QQ飛車手遊S聯賽中，AG以全名ALL GAMER代表參賽，且在S聯賽中也帶有非常良好且令人印象深刻的表現。

### 現役队员名单
|      | 國籍           | 选手ID    | 姓名   |
| ---- | -------------- | --------- | ------ |
| 教練 | 中华人民共和国 | AG.皓月   | 周昊   |
| 競速 | 中华人民共和国 | AG.東方   | 張洪毅 |
| 競速 | 中华人民共和国 | AG.蛋仔   | 朱泳璋 |
| 道具 | 中华人民共和国 | AG.老虎   | 張宇   |
| 道具 | 中华人民共和国 | AG.荒火火 | 尤佳樂 |
| 道具 | 中华人民共和国 | AG.飛雪   | 方鑫   |
| 道具 | 中华人民共和国 | AG.沫言   | 黃珺豪 |

## 和平精英分部
口号：突破界线，勇往直前！
2025年和平精英职业联赛夏季赛大名单：
| 位置   | 国籍 | 选手ID    | 中文名 |
| ------ | ---- | --------- | ------ |
| 教練   | 中国 | AG.NuBi   | 马登月 |
| 指挥位 | 中国 | AG.领域   | 刘金山 |
| 突击位 | 中国 | AG.枪神   | 宁成周 |
| 突击位 | 中国 | AG.676    | 章敏   |
| 突击位 | 中国 | AG.仙崽   | 贺睿博 |
| 突击位 | 中国 | AG.司马光 | 刘云雨 |

（以上名單截止於2025年6月）